# Pârjol
Pârjol – wieś w Rumunii, w okręgu Bacău, w gminie Pârjol. W 2011 roku liczyła 831 mieszkańców.